# جاي إدوارد داي
جاي إدوارد داي (بالإنجليزية: J. Edward Day)‏ هو ضابط ومحامي أمريكي، ولد في 11 أكتوبر 1914 في جاكسونفيل في الولايات المتحدة، وتوفي في 29 أكتوبر 1996 في Hunt Valley, Maryland ‏ في الولايات المتحدة بسبب نوبة قلبية.